# Ger Koopmans

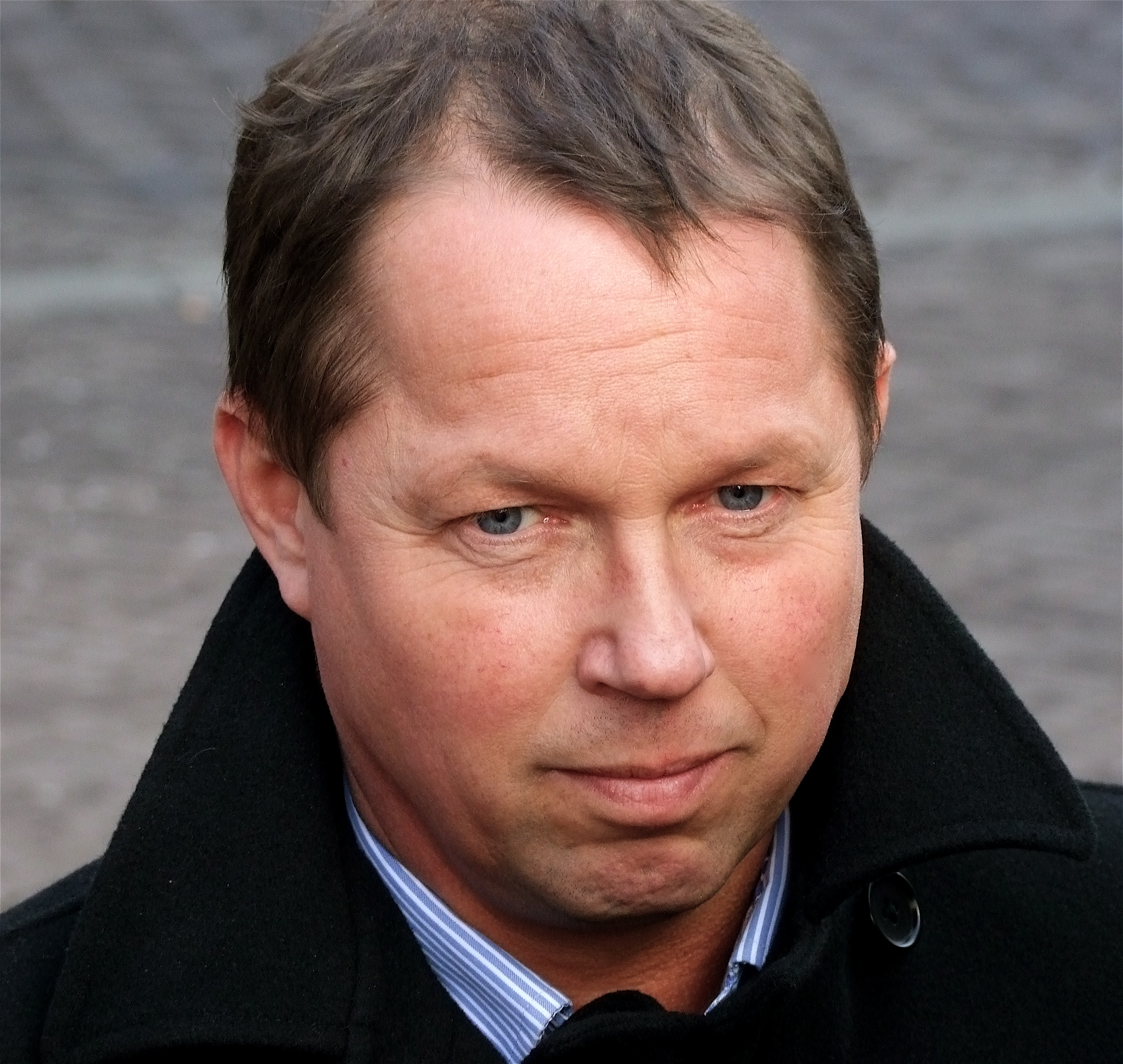
Ger Koopmans

Ger Koopmans (* 14. August 1962 in Velden) ist ein niederländischer Politiker des Christen-Democratisch Appèl.

## Leben
Von 1990 bis 1999 war Koopmans Mitglied im Stadtrat von Velden. Vom 23. Mai 2002 bis 19. September 2012 war Koopmans Abgeordneter in der Zweiten Kammer der Generalstaaten. 2012 erhielt er den Orden von Oranien-Nassau.

## Auszeichnungen und Preise (Auswahl)
- 2012: Ritter des Ordens von Oranien-Nassau